# Santalum album
Santalum album, el árbol del sándalo,  es una especie botánica originaria de la India y otras partes de Asia, aunque se planta en otros lugares del mundo, en especial en América.

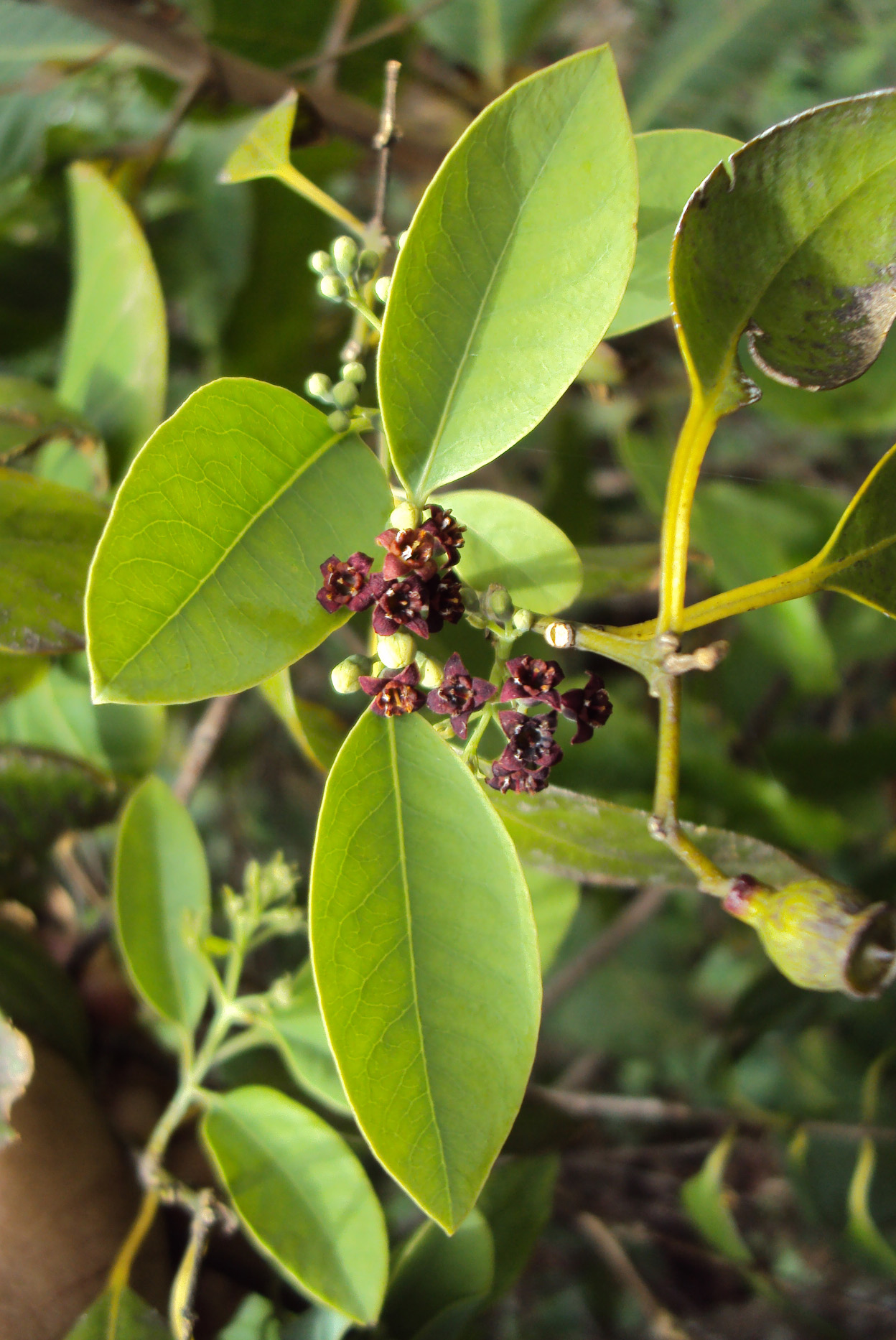
Flores

## Descripción
Es un árbol de hoja perenne que alcanza un tamaño de 4 a 9 metros de altura. Puede vivir hasta los cien años de edad. El árbol es variable en el hábito, por lo general en posición vertical para expansión, y puede entrelazarse con otras especies. La planta parasita las raíces de otras especies de árboles, con un haustorio adaptado en sus propias raíces, pero sin gran perjuicio para sus anfitriones. Un ejemplar no forma una obligada relación con algunas plantas. Hasta 300 especies (incluyendo la suya propia) pueden albergar el desarrollo del árbol - que suministran macronutrientes: fósforo, nitrógeno y potasio, y la sombra - especialmente durante las primeras fases de desarrollo. Puede propagarse a través de la madera de retoños durante su desarrollo temprano, el establecimiento de pequeños puestos. El color rojizo o marrón de la corteza puede ser casi negra y es suave en los árboles jóvenes, llegando a ser agrietada, lo que revela un color rojo. El duramen es de color verde pálido a blanco como indica el nombre común. Las hojas son delgadas, opuestas y ovadas a lanceoladas. La superficie del haz es glabra brillante y de color verde brillante, con un envés claro glauco. El fruto se produce después de tres años, las semillas viables después de los cinco. Estas semillas se distribuyen por las aves.

## Distribución
Es un árbol hemiparásito, nativo de las zonas semiáridas del subcontinente indio. En la actualidad se planta en la India, China, Sri Lanka, Indonesia, Malasia, Filipinas y el norte de Australia.

## Hábitat
S. álbum se produce en la costa en los bosques secos hasta los 700 m de altitud. Normalmente crece en suelos rojos arenosos o pedregosos, donde están habitada una amplia gama de tipos de suelo. Este hábitat tiene un rango de temperatura de 0 a 38 °C y las precipitaciones anuales varían entre 500 y 3000 mm.

## Usos
Su madera es conocida por sus tallas y porque de ella se obtiene el aceite volátil que se usa en herbolaria. El originario de la India es el que produce mejor madera y aceites.
Las especies que se cultivan en el resto del mundo no son tan próximas a la especie india, pero  reciben el nombre de sándalo y su madera es también aromática.
En la India el sándalo es un árbol sagrado, y el gobierno lo ha declarado propiedad nacional para preservarlo de la deforestación a la que se ha visto expuesto. Solo permiten su tala cuando el ejemplar tiene más de 30 años de vida, momento en el cual empieza a decaer anunciando su muerte.  Debe tenerse en cuenta que el tronco tarda unos 25 años en obtener unos 6 cm de espesor.
Las virutas de su manipulación son destiladas para obtención de aceites que se utilizan fundamentalmente en perfumería.  También puede obtenerse del corazón del árbol y de sus raíces. Mientras se corta con hacha sale el aceite aromatizante.
La madera, en cambio, es empleada en ebanistería para la talla de cajas, marcos, peines y otros pequeños objetos. En el pasado fue muy utilizada para la fabricación de barcos.
Sus semillas también son utilizadas en la fabricación de los malas de 108 cuentas para la oración tanto hindú como budista y sije.
Para preservar esta especie vulnerable de la sobreexplotación, la legislación protege la especie,  y su cultivo es investigado y desarrollado.

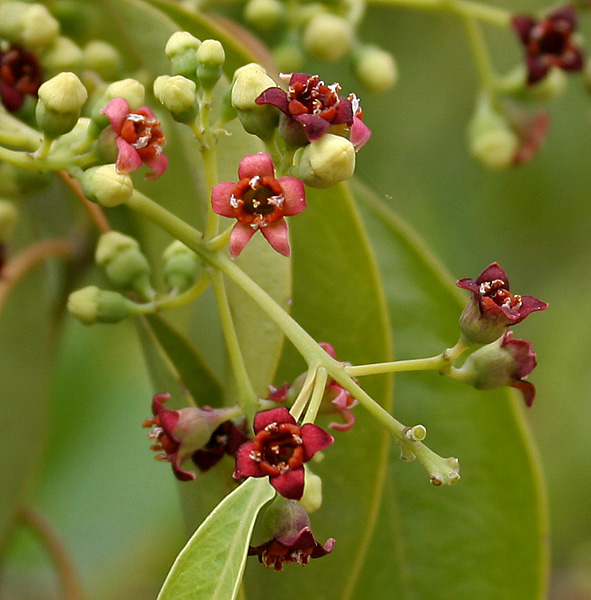

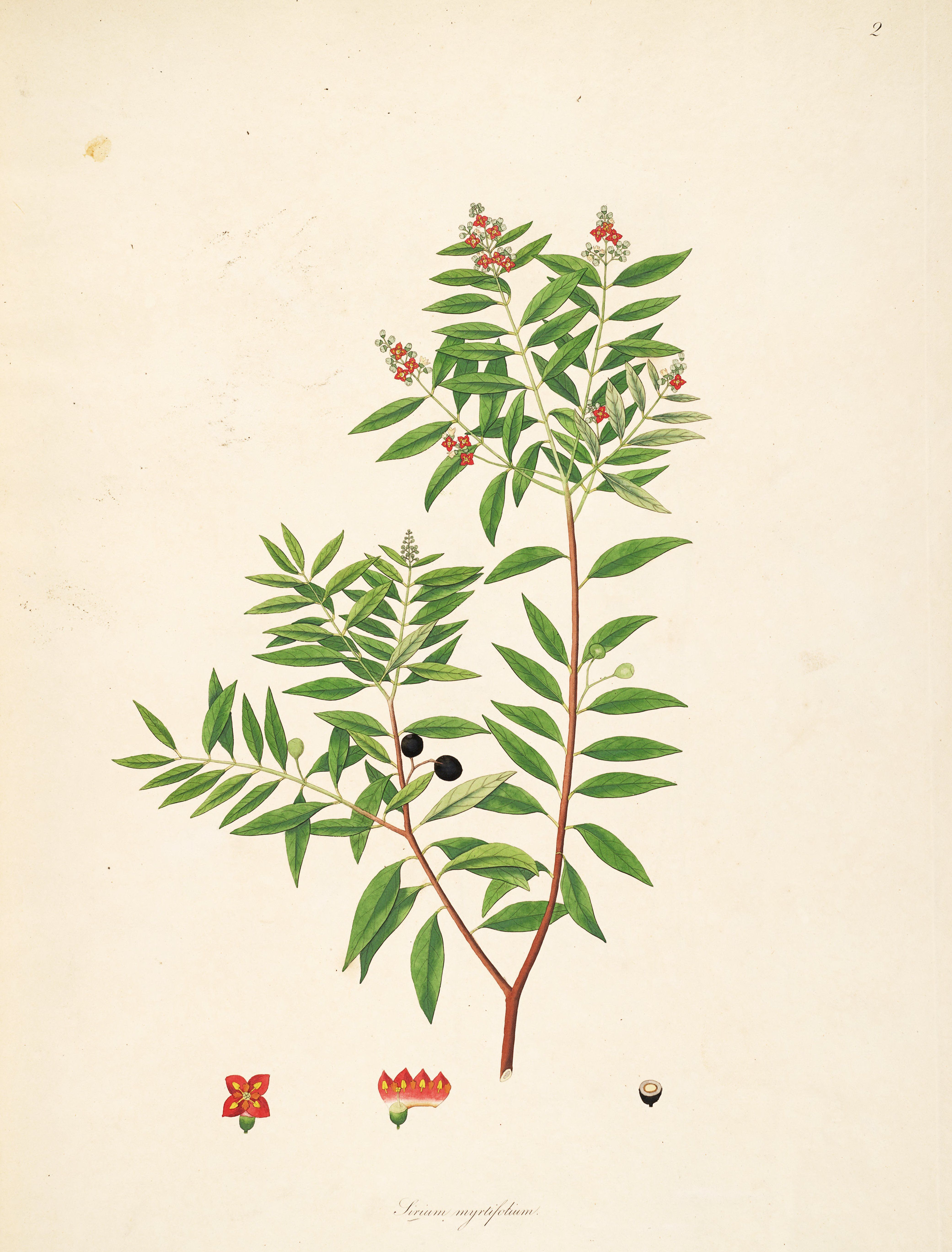
Ilustración

## La madera
Es de textura fina y regular, de grano recto.  Recién talado, la madera es de color pardo amarillento, pero al tiempo toma un color marrón más oscuro. Se seca sin agrietarse y es de fácil tratamiento en carpintería, aunque también se la utiliza para crear sahumerios.

### Características
- Densidad media al 12% de H: 950 kg/m³
- Dureza: dura
- Velocidad de secado: lenta
- Defectos de secado: deformaciones
- Hongos: durable - muy durable
- Insectos: durable

## Taxonomía
Santalum album fue descrita por Carlos Linneo y publicado en Species Plantarum 1: 349. 1753.
Sinonimia
- Sirium myrtifolium L.[6]